# Gunungsari (Waled)
Gunungsari is een bestuurslaag in het regentschap Cirebon van de provincie West-Java, Indonesië. Gunungsari telt 2845 inwoners (volkstelling 2010).